# Teukkajärvi (Jukkasjärvi socken, Lappland, 755101-174926)
Teukkajärvi är en sjö i Kiruna kommun i Lappland och ingår i Torneälvens huvudavrinningsområde. Sjön har en area på 0,0424 kvadratkilometer och ligger 432,4 meter över havet. Teukkajärvi ligger i Torneträsk-Soppero fjällurskog Natura 2000-område. Sjön avvattnas av vattendraget Saarilompolonjoki.

## Delavrinningsområde
Teukkajärvi ingår i det delavrinningsområde (755140-175188) som SMHI kallar för Utloppet av Jorvajärvi. Medelhöjden är 421 meter över havet och ytan är 26,36 kvadratkilometer. Det finns inga avrinningsområden uppströms utan avrinningsområdet är högsta punkten. Saarilompolonjoki som avvattnar avrinningsområdet har biflödesordning 3, vilket innebär att vattnet flödar genom totalt 3 vattendrag innan det når havet efter 350 kilometer. Avrinningsområdet består mestadels av skog (60 procent) och sankmarker (34 procent). Avrinningsområdet har 1,55 kvadratkilometer vattenytor vilket ger det en sjöprocent på 5,9 procent.